# Dolichoderus passalomma
Dolichoderus passalomma é uma espécie de formiga do gênero Dolichoderus.